# Будинок Мюллерів (Ленцбург)
Буди́нок Мю́ллерів (Мюллерха́ус; нім. Müllerhaus) — пам'ятка архітектури та міський культурний центр у Ленцбурзі (кантон Ааргау, Швейцарія). Будівля в стилі раннього класицизму, зведена 1785 року на замовлення ленцбурзького бавовняного промисловця Готліба Гюнерваделя бернським архітектором Карлом Агасфером фон Зіннером. Одна з головних пам'яток у списку об'єктів культурної спадщини Ленцбурга.

## Історія
Триповерховий будинок суворого ранньокласичного стилю, побудований 1785 року, слугував одночасно житловою і торговою будівлею. Підвал використовувався як склад, перший поверх займали торгові приміщення, на двох верхніх поверхах були розміщені помешкання господарів.
1903 року, після економічного занепаду династії Гюнерваделів наприкінці XIX століття, будівлю, що стояла порожньою, придбав лікар Адольф Мюллер-Фішер (нім. Adolf Müller-Fischer), який відкрив там свою медичну практику та оселився з сім'єю на другому поверсі. З 1987 року пам'ятка архітектури належить культурно-благодійному Фонду доктора Ганса Мюллера (1897—1989) і Гертруди Мюллер (1901—2001) — дітей та спадкоємців А. Мюллер-Фішера (нім. Stiftung Dr. Hans Müller und Gertrud Müller). У будівлі розташовуються Дім літератури кантону Ааргау, резиденція ленцбурзького художника Фріца Гузера, культурний фонд Pro Argovia, соціально-політична платформа Forum Helveticum, різноманітні некомерційні організації. У приміщеннях будинку Мюллерів та на прилеглій території регулярно проводяться письменницькі виступи, читацькі конференції, художні виставки, концерти, свята, весілля та інші суспільні заходи.